# Actinoseris
Actinoseris es un género monotípico de plantas con flores perteneciente a la familia de las asteráceas. Su única especie: Actinoseris radiata, es originaria de Brasil.

## Descripción
Es una hierba perennifolia endémica de Brasil.

## Taxonomía
Actinoseris radiata fue descrita por (Vell.) Cabrera  y publicado en Boletín de la Sociedad Argentina de Botánica 13(1): 48. 1970.
Sinonimia
- Ingenhusia radiata Vell.	basónimo
- Onoseris brevifolia D.Don
- Richterago radiata (Vell.) Roque
- Seris denticulata DC.
- Trichocline radiata (Vell.) S.F.Blake[4]